# 川崎町 (宮城県)
川崎町（かわさきまち）は、宮城県南西部の町。柴田郡に属する。

## 地理
宮城県南西部、蔵王連峰の麓に位置する。蔵王連峰に属する山々が連なる山岳・丘陵地帯が町の面積の85%を占め、残る盆地部分には碁石川に集まる三本の支川（太郎川、北川、前川）により形成された河岸段丘が発達している。
- 山岳：熊野岳（1840.8メートル (m) ）、刈田岳（1759m）、五色岳（1674m）、名号峰（1490.8m）、雁戸山（1484.6m）、神室岳（1353m）
- 河川：碁石川、太郎川、北川、前川、本砂金川、四日川、轟川
- 湖沼：釜房湖（人造湖）、御釜（蔵王）

宮城県仙台市と山形県山形市の県庁所在地を結ぶ国道286号（笹谷街道）が通る運搬経由地である。笹谷トンネルができた後は山形自動車道による経由も含む。町中心部は宿場町として栄えた。
面積は実際には定まっている値ではない。これは宮城県蔵王町、山形県上山市との境が定まっていないからである。

## 歴史

### 沿革
- 1889年（明治22年）4月1日 - 町村制施行にともない、前川村・本砂金村・今宿村・小野村・川内村の計5か村が合併して川崎村が発足。
- 1948年（昭和23年）5月3日 - 町制施行し、川崎町となる。
- 1955年（昭和30年）4月20日 - 川崎町と富岡村の旧支倉村域（37.05平方km、2,747人）が合併し、新制の川崎町が発足。
- 1960年（昭和35年）3月14日 - 表支倉地区[注釈 1]（0.54平方km、133人）を村田町へ移管。

### 主な出来事
- 慶長15年（1610年） - 砂金実常が川崎城を築き、中内城から居城を移す。
- 享保7年（1722年） - 伊達村詮が川崎城を拝領し2,000石を領す（川崎伊達氏）。
- 1955年（昭和30年）- 川崎町と富岡村支倉地区が合併[2]。
- 1960年（昭和35年）- 支倉字櫛挽、 道海など村田町に編入[2]。
- 1970年（昭和45年）
  - 3月 - 釜房ダム完成[2]。
  - 4月 - 県道仙台・川崎・山形線が国道に昇格し国道286号になる[2]。
- 1980年（昭和55年）5月1日 - 川崎町民憲章および町の獣・鳥・木・花を制定。
- 1981年（昭和56年）4月 - 笹谷トンネル開通[2]。
- 1984年（昭和59年） - 全国初のダム周辺環境整備事業として、釜房湖畔公園が完成
- 1989年（平成元年）8月4日 - 釜房湖畔公園を改め、東北地方初の国営公園・国営みちのく杜の湖畔公園「文化と水のゾーン」（現・南地区）一部開園[2]。
- 1990年（平成2年） - 山形自動車道の村田JCT - 山形県寒河江IC間が開通。
- 1992年（平成5年）4月 - 国道457号が指定される[2]。
- 2003年（平成15年）7月 - 国営みちのく杜の湖畔公園エコキャンプみちのく（現・北地区）開園[2]。
- 2006年（平成18年）4月 - 国営みちのく杜の湖畔公園北地区のエコキャンプみちのくでARABAKI ROCK FEST.を開催。これ以後毎年川崎での開催となる[2]。
- 2012年（平成24年）2月4日 - 平成23年度地域づくり総務大臣表彰で「地方自治体表彰」を受賞[4]。
- 2013年（平成25年）3月 - 町の公式ＰＲキャラクター「チョコえもん」を任命[2]。

## 行政

### 歴代村長
| 代 | 氏名         | 就任                     | 退任                     | 備考            |
| -- | ------------ | ------------------------ | ------------------------ | --------------- |
| 1  | 丹野七五郎   | 1889年（明治22年）4月    | 1901年（明治34年）10月   |                 |
| 2  | 菊地直正     | 1901年（明治34年）11月   | 1905年（明治38年）11月   |                 |
| 3  | 丹野七兵衛   | 1906年（明治39年）10月   | 1910年（明治43年）10月   |                 |
| 4  | 山崎文之允   | 1910年（明治43年）10月   | 1914年（大正3年）10月    |                 |
| 5  | 永沼秀男     | 1915年（大正4年）10月    | 1916年（大正5年）6月     |                 |
| 6  | 善積精一郎   | 1916年（大正5年）8月     | 1919年（大正8年）8月     |                 |
| 7  | 佐藤仁右衛門 | 1919年（大正8年）12月    | 1922年（大正11年）12月   |                 |
| 8  | 沼田周治     | 1923年（大正12年）2月    | 1924年（大正13年）9月    |                 |
| 9  | 丹野七五郎   | 1924年（大正13年）10月   | 1928年（昭和3年）10月    | 初代村長の子    |
| 10 | 佐藤幸七     | 1928年（昭和3年）11月    | 1932年（昭和7年）11月    |                 |
| 11 | 大本源三郎   | 1932年（昭和7年）12月    | 1936年（昭和11年）12月   |                 |
| 12 | 丹野喜平     | 1936年（昭和11年）12月   | 1939年（昭和14年）11月   |                 |
| 13 | 菊地林蔵     | 1939年（昭和14年）12月   | 1940年（昭和15年）11月   |                 |
| 14 | 木村新六     | 1941年（昭和16年）1月    | 1945年（昭和20年）1月    |                 |
| 15 | 丹野丹治     | 1945年（昭和20年）1月    | 1946年（昭和21年）11月   |                 |
| 16 | 丹野七兵衛   | 1947年（昭和22年）4月5日 | 1948年（昭和23年）5月2日 | 3代村長とは別人 |

### 歴代町長
- 「昭和の大合併」以前

| 代 | 氏名       | 就任                      | 退任                      | 備考         |
| -- | ---------- | ------------------------- | ------------------------- | ------------ |
| 1  | 丹野七兵衛 | 1948年（昭和23年）5月3日  | 1951年（昭和26年）4月4日  | 村長より留任 |
| 2  | 丹野丹治   | 1951年（昭和26年）4月25日 | 1955年（昭和30年）4月19日 |              |

- 「昭和の大合併」以後

| 代 | 氏名       | 就任                      | 退任                      | 備考                         |
| -- | ---------- | ------------------------- | ------------------------- | ---------------------------- |
| −  | 富田廣重   | 1955年（昭和30年）4月20日 | 1955年（昭和30年）5月14日 | 町長職務執行者、元・富岡村長 |
| 1  | 丹野丹治   | 1955年（昭和30年）5月15日 | 1959年（昭和34年）5月14日 |                              |
| 2  | 佐藤佐之助 | 1959年（昭和34年）5月15日 | 1963年（昭和38年）5月14日 |                              |
| 3  | 丹野丹治   | 1963年（昭和38年）5月15日 | 1967年（昭和42年）5月14日 | 再任                         |
| 4  | 斎藤忠夫   | 1967年（昭和42年）5月15日 | 1979年（昭和54年）5月14日 |                              |
| 5  | 大浪正志   | 1979年（昭和54年）5月15日 | 1995年（平成7年）5月8日   |                              |
| 6  | 佐藤昭光   | 1995年（平成7年）5月9日   | 1999年（平成11年）5月8日  |                              |
| 7  | 寛野秀雄   | 1999年（平成11年）5月9日  | 2007年（平成19年）5月8日  |                              |
| 8  | 佐藤昭光   | 2007年（平成19年）5月9日  | 2011年（平成23年）8月27日 | 再任                         |
| 9  | 小山修作   | 2011年（平成23年）8月28日 | 現職                      |                              |

### 町章
1964年（昭和39年）7月1日制定。川崎の川を三重丸で表し、町の中心部を流れる北川・前川・太郎川の三大河川を表徴。円は町民円満と団結の強さを示す。

## 郵便局
- 川崎郵便局（集配局）
- 支倉郵便局
- 青根簡易郵便局
- 野上簡易郵便局
- 川内簡易郵便局
- 遠刈田郵便局（集配局）（蔵王町）

## 金融機関
- 仙南信用金庫川崎支店(指定金融機関)
- みやぎ仙南農業協同組合川崎支店(指定代理金融機関)

七十七銀行川崎支店も指定代理金融機関となっているが、2023年4月17日から村田町にある村田支店の店舗内店舗となり、川崎町内には店舗がなくなっている。代わりにATMが設置・存在している。

## 姉妹都市・提携都市

### 国内
提携都市
- 常滑市（愛知県）
1997年(平成9年)3月27日 災害時相互応援協定締結

## 地域

### 人口
| |                                        |  |
| 川崎町と全国の年齢別人口分布（2005年） | 川崎町の年齢・男女別人口分布（2005年） |  |
| ■紫色 ― 川崎町 ■緑色 ― 日本全国 | ■青色 ― 男性 ■赤色 ― 女性              |  |
| 川崎町（に相当する地域）の人口の推移 \| 1970年（昭和45年） \| 10,344人 \| \| \| 1975年（昭和50年） \| 10,539人 \| \| \| 1980年（昭和55年） \| 10,636人 \| \| \| 1985年（昭和60年） \| 10,939人 \| \| \| 1990年（平成2年） \| 10,797人 \| \| \| 1995年（平成7年） \| 10,829人 \| \| \| 2000年（平成12年） \| 10,872人 \| \| \| 2005年（平成17年） \| 10,583人 \| \| \| 2010年（平成22年） \| 9,978人 \| \| \| 2015年（平成27年） \| 9,167人 \| \| \| 2020年（令和2年） \| 8,345人 \| \| |                                        |  |
| 総務省統計局 国勢調査より |                                        |  |
| 1970年（昭和45年） | 10,344人                               |  |
| 1975年（昭和50年） | 10,539人                               |  |
| 1980年（昭和55年） | 10,636人                               |  |
| 1985年（昭和60年） | 10,939人                               |  |
| 1990年（平成2年） | 10,797人                               |  |
| 1995年（平成7年） | 10,829人                               |  |
| 2000年（平成12年） | 10,872人                               |  |
| 2005年（平成17年） | 10,583人                               |  |
| 2010年（平成22年） | 9,978人                                |  |
| 2015年（平成27年） | 9,167人                                |  |
| 2020年（令和2年） | 8,345人                                |  |

### 教育
当町における知的障害を教育領域とする特別支援学校については、名取市に所在する宮城県立名取支援学校の学区となっている。

#### 高校
- 宮城県大河原産業高等学校川崎校 - 旧・宮城県柴田農林高等学校川崎校

#### 中学校
- 川崎町立川崎中学校
- 川崎町立富岡中学校

（本砂金地区は仙台市立秋保中学校、前川字青根地区は蔵王町立遠刈田中学校への越境通学）

#### 小学校
- 川崎町立川崎小学校
- 川崎町立川崎第二小学校
- 川崎町立富岡小学校

（本砂金地区は仙台市立秋保小学校への越境通学）

#### 特別支援学校
- 宮城県立支援学校岩沼高等学園川崎キャンパス - 大河原産業高川崎校に併設

## 交通

### 鉄道
町内に鉄道路線は無い。鉄道を利用する場合、JR東日本の東北本線大河原駅や東北新幹線仙台駅などが利用可能である。

### 道路
高速道路
- E48 山形自動車道
  - 宮城川崎IC - 古関PA - 笹谷IC - 笹谷トンネル

一般国道
- 国道286号
- 国道457号

都道府県道
- 宮城県道14号亘理大河原川崎線
- 宮城県道47号蔵王川崎線
- 宮城県道119号碁石富岡線
- 宮城県道160号秋保温泉川崎線
- 宮城県道255号青根蔵王線

広域農道
- 仙南広域農道蔵王コスモスライン

### バス
高速バスが一時時期運行されていたが、2016年10月に廃止されている。山形自動車道が通っているが、仙台市-山形市などの高速バスは川崎町に停車せず通過する。

#### 路線バス
- 宮城交通
  - 川崎 - 仙台駅前（仙台市）
- ミヤコーバス
  - 川崎 - （村田町） - 大河原駅（大河原町）
  - 蔵王刈田山頂 - （蔵王町） - 白石駅・白石蔵王駅（白石市）

長く宮城交通・ミヤコーバスによる路線バスが運行され、町外アクセスが可能になっていた。川崎発着は主に町外の病院や学校へのアクセスとして用いられるが、現在は本数が減ってきている。川崎 - 仙台駅前は国道286号の旧道および仙台市地下鉄南北線に沿った路線を通る。以前は 野上かみ（川崎町今宿）- 北仙台 間であったのがそれぞれ改定された。川崎町本砂金 - 仙台市 間は2005年（平成17年）7月をもって運休となった。蔵王山頂発着は観光・宿泊の利用が多い。
- タケヤ交通 仙台西部ライナー
  - タケヤ交通本社前 - かわさきまち(川崎町役場) - みちのく公園 - 釜房ダム - 秋保温泉（仙台市）- 仙台市天文台（仙台市）- 地下鉄広瀬通駅（降車のみ・仙台市）- 仙台駅前（仙台市）[8]

タケヤ交通は川崎町に本社を置く。小型〜中型バスを使用し、多くは施設入口や駐車場にバス停を設置してあるのが特徴。朝〜夜間の1時間おきに運行されている。支払い方法は多岐にわたり、現金・各種ICカード・各種QR決済等、計30種類以上に対応している。往復券・回数券も存在する。一時他路線（仙台西部エアポートライナー、みやぎ蔵王 三源郷エアポートライナー）も運行していた。

#### コミュニティーバス
川崎町役場による。町内をほぼ網羅している。川崎病院や学校へのアクセスとして利用されている事が多い。土・日・祝日は運休。
- かわさき町民バス
  - 青根前川線（月曜 - 金曜）
  - 本砂金川内線（月曜 - 金曜）
  - 笹谷野上線（月曜 - 金曜）
  - 碁石支倉線（月曜 - 金曜）
  - 下原線（月曜）
  - 湯坪線（火曜）
  - 四ヶ銘山線（内木戸・荒羽賀経由）（水曜）
  - 安達線（川内向原経由）（木曜）
  - 町内循環

## 名所・旧跡・祭事等

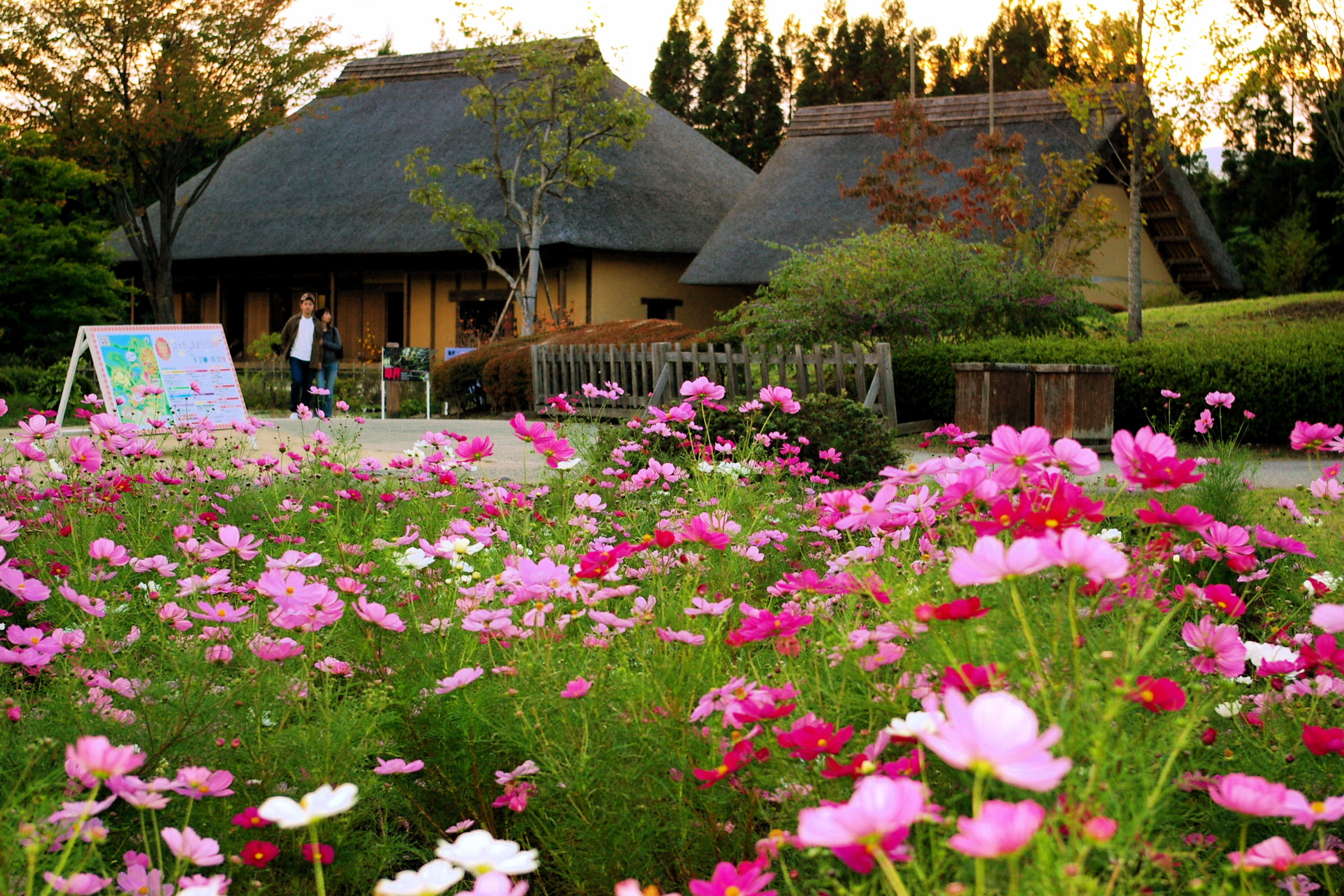
国営みちのく杜の湖畔公園

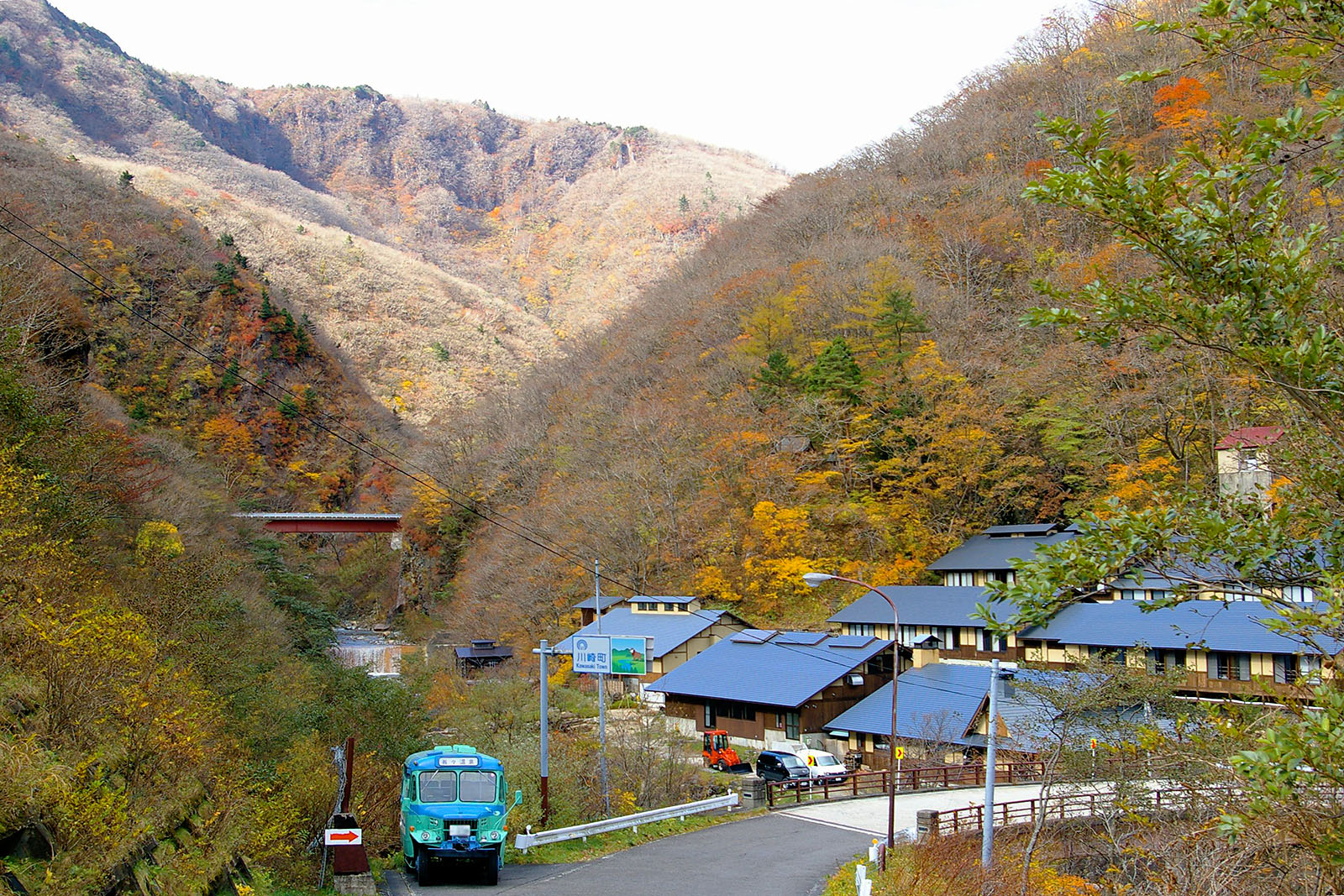
峩々温泉

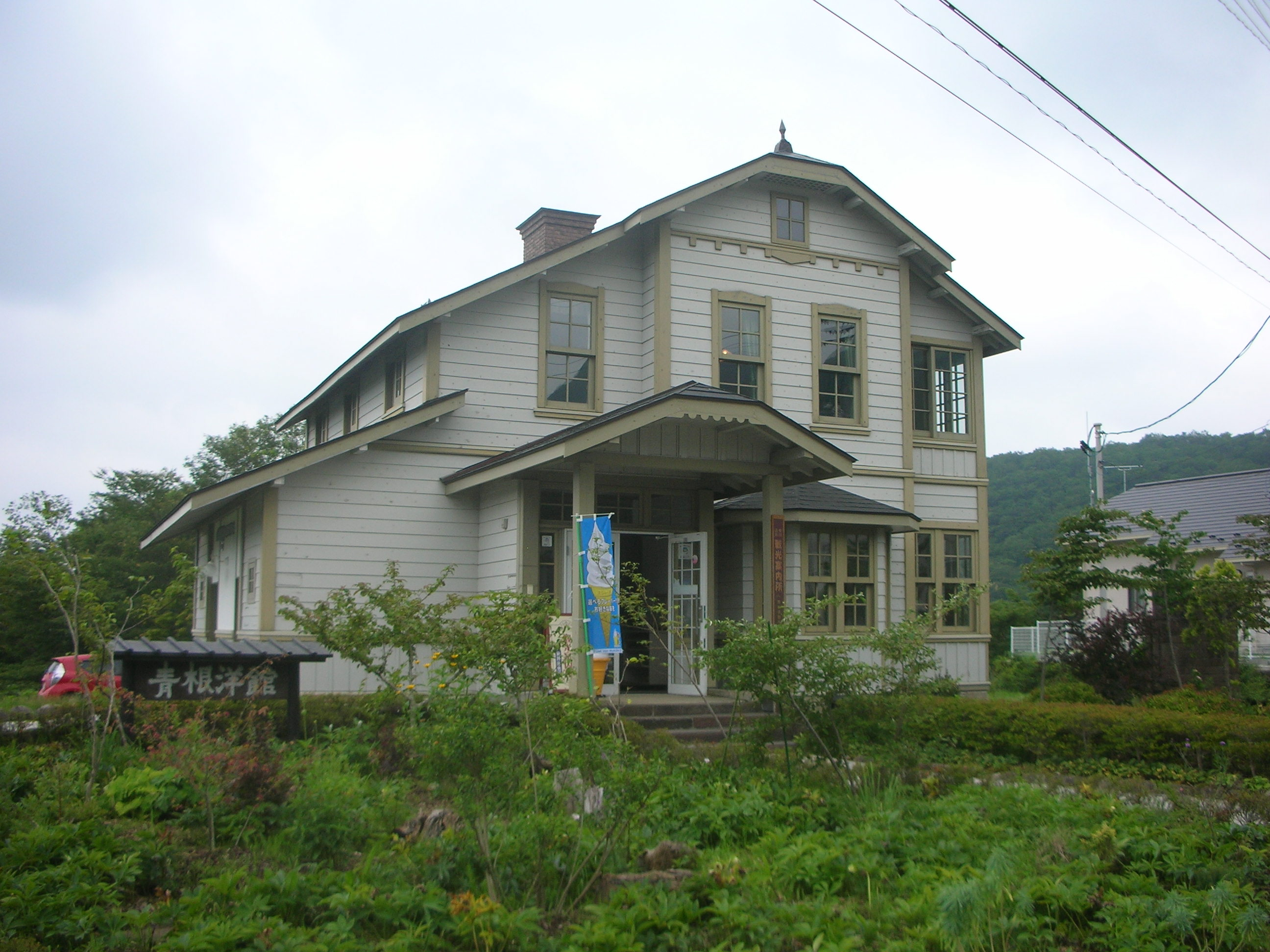
川崎町・青根洋館

### 名所・旧跡・観光スポット
- 笹谷街道
  - 有耶無耶の関
  - 八丁平の六地蔵
  - 笹谷街道の松並木
- 蔵王連峰
  - 御釜
- 国営みちのく杜の湖畔公園（通称：みちのく公園）
  - エコキャンプみちのく
- 釜房ダム（釜房湖）
- 温泉郷
  - 青根温泉
  - 峩々温泉
  - 笹谷温泉
- 滝前不動のフジ（天然記念物）
- 川崎城址（現：城山公園）
- 円福寺
  - 支倉常長の墓
- ボートピア川崎（競艇場外舟券売場）
- 青根洋館

### 祭り・イベント
- スノーフェスティバル イン ささや（1月）
- みちのく公園かまくら祭り（2月）
- 青根温泉雪あかり（2月）
- 神明社春の祭典（春祭り）（4月）
- 蔵王エコーライン開通式（4月）
- 北蔵王縦走夏山開き（4月）
- ARABAKI ROCK FEST.（4月 - 5月）
- みちのく公園花のフェスティバル（4月 - 5月）
- 滝前不動のフジまつり（5月）
- 支倉常長まつり（6月）
- 森と湖に親しむ旬間 レイクフェスタ in 釜房（7月）
- ふれあい川崎自然塾（7月）
- かわさき夏まつり（花火大会）（8月）
- みちのく公園コスモスまつり（9月 - 10月）
- 「影を慕いて」歌謡コンクール全国大会（10月） - 古賀政男が青根温泉でこの曲を着想したことにちなむ
- 青根温泉まつり（10月）
- るぽぽかわさき秋祭り（10月）
- かわさき商工まつり（10月）
- かわさき農林業祭（11月）

### 名産・名物
- 青根こけし
- 草木染
- 川崎そば
  - 洋帰行（そばカステラ）
  - そば大福
- こんにゃく - 川崎蒟蒻加工組合
- 銀杏[9]
- まいたけ - 釜房舞茸生産組合
- クリスマスローズ

## 出身有名人
- 鈴木順子 - ローカルタレント